# Mordellistena tetraspilota
Mordellistena tetraspilota là một loài bọ cánh cứng trong họ Mordellidae. Loài này được Burne miêu tả khoa học năm 1989.